# Campanula pterocaula
Campanula pterocaula là loài thực vật có hoa trong họ Hoa chuông. Loài này được Hausskn. mô tả khoa học đầu tiên năm 1905.